# Aleksy Sław
Aleksy Sław (bułgarski: Алексий Слав, grecki: Ἀλέξιος Σθλαῦος) był bułgarskim szlachcicem (bojarem) żyjącym na przełomie XII i XIII wieku. Pochodzi z carskiej dynastii Asenowiczów, był siostrzeńcem pierwszych trzech carów. Początkowo był prawdopodobnie gubernatorem bułgarskich posiadłości w okolicach Rodopów, następnie stał się tam samodzielnym i niezależnym władcą. 
Aleksy pojawia się w źródłach przy okazji dysput dotyczących następstwa tronu po zamordowanym Kałojanie. Wobec uzurpacji Boriła, Aleksy zaczął rozglądać się za sojusznikiem który poparłby jego pretensje. Po klęsce nowego cara pod Filipopolis w 1208 roku nawiązał kontakty z jego pogromcami- łacinnikami z Konstantynopola. Cesarz Henryk obiecał poprzeć jego starania o bułgarski tron, oddał mu swoją córkę za żonę i dodatkowo nadał tytuł despoty, tak że Aleksy stał się samodzielny władcą Rodopów. 
W 1211 roku Aleksy w sojuszu z despotą Epiru walczył przeciwko Boriłowi, poszerzając zasięg swego władca. Po opanowaniu w 1215 roku twierdzy Melnik przeniósł tam swoją stolicę z Czepiny, ogłosił się autokratą i starał się posiadać wszystkie atrybuty niezależnego władcy. Miał swój dwór, na którym obecni byli zarówno bułgarscy bojarzy jak i łacińscy rycerze (źródła wspominają o specjalnym dostojniku do spraw łacinników). Zabiegał o poparcie duchowieństwa przyznając klasztorom ziemie i przywileje.
Rodopy ponownie weszły w skład cesarstwa bułgarskiego po bitwie pod Kłokotnicą w 1230 roku. Po 1228 roku miano Aleksego znika ze źródeł. Część uczonych utożsamia go ze stolnikiem Sławem, na podstawie inskrypcji na pierścieniu znalezionym w Tyrnowie, ale brak na to innych, przekonujących dowodów. Aleksy był dwukrotnie żonaty. Pierwszy raz z nieznaną z imienia córką Henryka Flandryjskiego, zaś po jej śmierci z córką Petralifasa, spowinowaconego z Teodorem Komnenem Dukasem. Prawdopodobnie chodzi o sebastokratora Jana Petralifasa. W źródłach brak wzmianki o ewentualnym potomstwie Aleksego.